# Elachisina gubbiolii
Elachisina gubbiolii is een slakkensoort uit de familie van de Elachisinidae. De wetenschappelijke naam van de soort is voor het eerst geldig gepubliceerd in 2003 door Rolán & Gofas.